# Micium Mhone
Micium Mhone (Nkhata Bay, 19 gennaio 1992) è un calciatore malawiano, centrocampista del Blue Eagles e della nazionale malawiana.

## Carriera

### Club
Tra il 2015 ed il 2017 ha segnato una rete in 14 presenze nella prima divisione sudafricana con i Jomo Cosmos; ha invece trascorso il resto della carriera nella prima divisione malawiana.

### Nazionale
Debutta con la nazionale malawiana il 26 novembre 2012 in occasione dell'incontro di Coppa CECAFA perso 2-0 contro il Ruanda.
Nel dicembre 2021 viene incluso nella lista finale dei convocati della Coppa delle nazioni africane 2021.

## Statistiche
Statistiche aggiornate al 4 gennaio 2022.

| Cronologia completa delle presenze e delle reti in nazionale ― Malawi | Cronologia completa delle presenze e delle reti in nazionale ― Malawi | Cronologia completa delle presenze e delle reti in nazionale ― Malawi | Cronologia completa delle presenze e delle reti in nazionale ― Malawi | Cronologia completa delle presenze e delle reti in nazionale ― Malawi | Cronologia completa delle presenze e delle reti in nazionale ― Malawi | Cronologia completa delle presenze e delle reti in nazionale ― Malawi | Cronologia completa delle presenze e delle reti in nazionale ― Malawi |
| Data                                                                  | Città                                                                 | In casa                                                               | Risultato                                                             | Ospiti                                                                | Competizione                                                          | Reti                                                                  | Note                                                                  |
| --------------------------------------------------------------------- | --------------------------------------------------------------------- | --------------------------------------------------------------------- | --------------------------------------------------------------------- | --------------------------------------------------------------------- | --------------------------------------------------------------------- | --------------------------------------------------------------------- | --------------------------------------------------------------------- |
| 26-11-2012                                                            | Kampala                                                               | Ruanda                                                                | 2 – 0                                                                 | Malawi                                                                | Coppa CECAFA 2012 - 1º turno                                          | -                                                                     | 46’                                                                   |
| 29-11-2012                                                            | Kampala                                                               | Malawi                                                                | 3 – 2                                                                 | Eritrea                                                               | Coppa CECAFA 2012 - 1º turno                                          | 1                                                                     |                                                                       |
| 1-12-2012                                                             | Kampala                                                               | Malawi                                                                | 2 – 0                                                                 | Zanzibar                                                              | Coppa CECAFA 2012 - 1º turno                                          | -                                                                     | Uscita                                                                |
| 4-12-2012                                                             | Kampala                                                               | Kenya                                                                 | 1 – 0                                                                 | Malawi                                                                | Coppa CECAFA 2012 - Semifinale                                        | -                                                                     | 56’                                                                   |
| 22-12-2012                                                            | Durban                                                                | Sudafrica                                                             | 3 – 1                                                                 | Malawi                                                                | Amichevole                                                            | -                                                                     | 75’                                                                   |
| 25-5-2013                                                             | Blantyre                                                              | Malawi                                                                | 1 – 1                                                                 | Zimbabwe                                                              | Amichevole                                                            | -                                                                     | 82’                                                                   |
| 6-7-2013                                                              | Lilongwe                                                              | Malawi                                                                | 0 – 1                                                                 | Mozambico                                                             | Amichevole                                                            | -                                                                     | 78’                                                                   |
| 16-7-2013                                                             | Kitwe                                                                 | Malawi                                                                | 2 – 3                                                                 | Angola                                                                | Coppa COSAFA 2013 - Semifinale                                        | -                                                                     |                                                                       |
| 14-8-2013                                                             | Kigali                                                                | Ruanda                                                                | 0 – 1                                                                 | Malawi                                                                | Amichevole                                                            | -                                                                     | 60’                                                                   |
| 4-5-2014                                                              | Mbeya                                                                 | Tanzania                                                              | 0 – 0                                                                 | Malawi                                                                | Amichevole                                                            | -                                                                     | Ingresso                                                              |
| 17-5-2014                                                             | Blantyre                                                              | Malawi                                                                | 2 – 0                                                                 | Ciad                                                                  | Qual. Coppa d'Africa 2015                                             | -                                                                     | 89’                                                                   |
| 29-3-2015                                                             | Mwanza                                                                | Tanzania                                                              | 1 – 1                                                                 | Malawi                                                                | Amichevole                                                            | -                                                                     | Uscita                                                                |
| 10-5-2015                                                             | Lusaka                                                                | Zambia                                                                | 2 – 0                                                                 | Malawi                                                                | Amichevole                                                            | -                                                                     | 65’                                                                   |
| 22-5-2015                                                             | Mogwase                                                               | Sudafrica                                                             | 2 – 1                                                                 | Malawi                                                                | Amichevole                                                            | -                                                                     | 46’                                                                   |
| 25-5-2015                                                             | Phokeng                                                               | Mozambico                                                             | 2 – 2 dts (5 - 4 dtr)                                                 | Malawi                                                                | Coppa COSAFA 2015 - Quarti di finale                                  | -                                                                     | 74’                                                                   |
| 27-5-2015                                                             | Phokeng                                                               | Sudafrica                                                             | 0 – 0 dts (4 - 5 dtr)                                                 | Malawi                                                                | Coppa COSAFA 2015 - Semifinale                                        | -                                                                     |                                                                       |
| 29-5-2015                                                             | Phokeng                                                               | Zambia                                                                | 0 – 1                                                                 | Malawi                                                                | Coppa COSAFA 2015 - Finale                                            | -                                                                     | 60’                                                                   |
| 8-6-2015                                                              | Alessandria d'Egitto                                                  | Egitto                                                                | 2 – 1                                                                 | Malawi                                                                | Amichevole                                                            | -                                                                     |                                                                       |
| 13-6-2015                                                             | Blantyre                                                              | Malawi                                                                | 1 – 2                                                                 | Zimbabwe                                                              | Qual. Coppa d'Africa 2017                                             | -                                                                     |                                                                       |
| 6-7-2015                                                              | Blantyre                                                              | Malawi                                                                | 1 – 0                                                                 | Uganda                                                                | Amichevole                                                            | -                                                                     | Uscita                                                                |
| 6-9-2015                                                              | Lobamba                                                               | eSwatini                                                              | 2 – 2                                                                 | Malawi                                                                | Qual. Coppa d'Africa 2017                                             | -                                                                     | 44’                                                                   |
| 7-10-2015                                                             | Dar es Salaam                                                         | Tanzania                                                              | 2 – 0                                                                 | Malawi                                                                | Qual. Mondiali 2018                                                   | -                                                                     | 46’                                                                   |
| 11-10-2015                                                            | Blantyre                                                              | Malawi                                                                | 1 – 0                                                                 | Tanzania                                                              | Qual. Mondiali 2018                                                   | -                                                                     | 60’                                                                   |
| 22-3-2016                                                             | Freetown                                                              | Sierra Leone                                                          | 1 – 1                                                                 | Malawi                                                                | Amichevole                                                            | 1                                                                     |                                                                       |
| 25-3-2016                                                             | Conakry                                                               | Guinea                                                                | 0 – 0                                                                 | Malawi                                                                | Qual. Coppa d'Africa 2017                                             | -                                                                     | 85’                                                                   |
| 29-3-2016                                                             | Blantyre                                                              | Malawi                                                                | 1 – 2                                                                 | Guinea                                                                | Qual. Coppa d'Africa 2017                                             | -                                                                     |                                                                       |
| 5-6-2016                                                              | Harare                                                                | Zimbabwe                                                              | 3 – 0                                                                 | Malawi                                                                | Qual. Coppa d'Africa 2017                                             | -                                                                     | 46’ 74’                                                               |
| 27-6-2017                                                             | -                                                                     | Malawi                                                                | 0 – 0                                                                 | Mauritius                                                             | Coppa COSAFA 2017 - 1º turno                                          | -                                                                     | 67’                                                                   |
| 22-3-2019                                                             | Lilongwe                                                              | Malawi                                                                | 0 – 0                                                                 | Marocco                                                               | Qual. Coppa d'Africa 2019                                             | -                                                                     | 77’                                                                   |
| 20-4-2019                                                             | Manzini                                                               | eSwatini                                                              | 0 – 0                                                                 | Malawi                                                                | Qual. CHAN 2020                                                       | -                                                                     |                                                                       |
| 11-5-2019                                                             | Blantyre                                                              | Malawi                                                                | 1 – 1                                                                 | eSwatini                                                              | Qual. CHAN 2020                                                       | 1                                                                     |                                                                       |
| 26-5-2019                                                             | Umlazi                                                                | Malawi                                                                | 3 – 0                                                                 | Seychelles                                                            | Coppa COSAFA 2019 - 1º turno                                          | -                                                                     | 70’                                                                   |
| 28-5-2019                                                             | Umlazi                                                                | Namibia                                                               | 1 – 2                                                                 | Malawi                                                                | Coppa COSAFA 2019 - 1º turno                                          | -                                                                     | 85’                                                                   |
| 2-6-2019                                                              | KwaMashu                                                              | Zambia                                                                | 2 – 2 dts (4 - 2 dtr)                                                 | Malawi                                                                | Coppa COSAFA 2019 - Quarti di finale                                  | -                                                                     | 62’                                                                   |
| 4-6-2019                                                              | KwaMashu                                                              | Comore                                                                | 1 – 2                                                                 | Malawi                                                                | Coppa COSAFA 2019 - Semifinale                                        | -                                                                     |                                                                       |
| 7-6-2019                                                              | Durban                                                                | Sudafrica                                                             | 0 – 0 dts (5 - 4 dtr)                                                 | Malawi                                                                | Coppa COSAFA 2019 - Finale                                            | -                                                                     |                                                                       |
| 13-10-2019                                                            | Maseru                                                                | Lesotho                                                               | 1 – 1                                                                 | Malawi                                                                | Amichevole                                                            | -                                                                     | 46’                                                                   |
| 12-3-2020                                                             | Lusaka                                                                | Zambia                                                                | 1 – 0                                                                 | Malawi                                                                | Amichevole                                                            | -                                                                     | 46’                                                                   |
| 7-10-2020                                                             | Lusaka                                                                | Zambia                                                                | 1 – 0                                                                 | Malawi                                                                | Amichevole                                                            | -                                                                     | 85’                                                                   |
| 11-10-2020                                                            | Blantyre                                                              | Malawi                                                                | 0 – 0                                                                 | Zimbabwe                                                              | Amichevole                                                            | -                                                                     | 86’                                                                   |
| 12-11-2020                                                            | Ouagadougou                                                           | Burkina Faso                                                          | 3 – 1                                                                 | Malawi                                                                | Qual. Coppa d'Africa 2021                                             | -                                                                     | 46’                                                                   |
| 17-3-2021                                                             | Bahar Dar                                                             | Etiopia                                                               | 4 – 0                                                                 | Malawi                                                                | Amichevole                                                            | -                                                                     | 82’                                                                   |
| 9-7-2021                                                              | Port Elizabeth                                                        | Malawi                                                                | 2 – 2                                                                 | Zimbabwe                                                              | Coppa COSAFA 2021 - 1º turno                                          | -                                                                     | 74’                                                                   |
| 11-7-2021                                                             | Port Elizabeth                                                        | Mozambico                                                             | 2 – 0                                                                 | Malawi                                                                | Coppa COSAFA 2021 - 1º turno                                          | -                                                                     | 63’                                                                   |
| 13-7-2021                                                             | Port Elizabeth                                                        | Malawi                                                                | 1 – 1                                                                 | Namibia                                                               | Coppa COSAFA 2021 - 1º turno                                          | 1                                                                     | 46’                                                                   |
| 14-7-2021                                                             | Port Elizabeth                                                        | Senegal                                                               | 2 – 1                                                                 | Malawi                                                                | Coppa COSAFA 2021 - 1º turno                                          | -                                                                     |                                                                       |
| 31-12-2021                                                            | Gedda                                                                 | Malawi                                                                | 2 – 1                                                                 | Comore                                                                | Amichevole                                                            | -                                                                     | 80’                                                                   |
| 24-3-2023                                                             | Il Cairo                                                              | Egitto                                                                | 2 – 0                                                                 | Malawi                                                                | Qual. Coppa d'Africa 2023                                             | -                                                                     | 77’                                                                   |
| Totale                                                                |                                                                       | Presenze                                                              | 48                                                                    |                                                                       | Reti                                                                  | 4                                                                     |                                                                       |